# Chileausternfischer

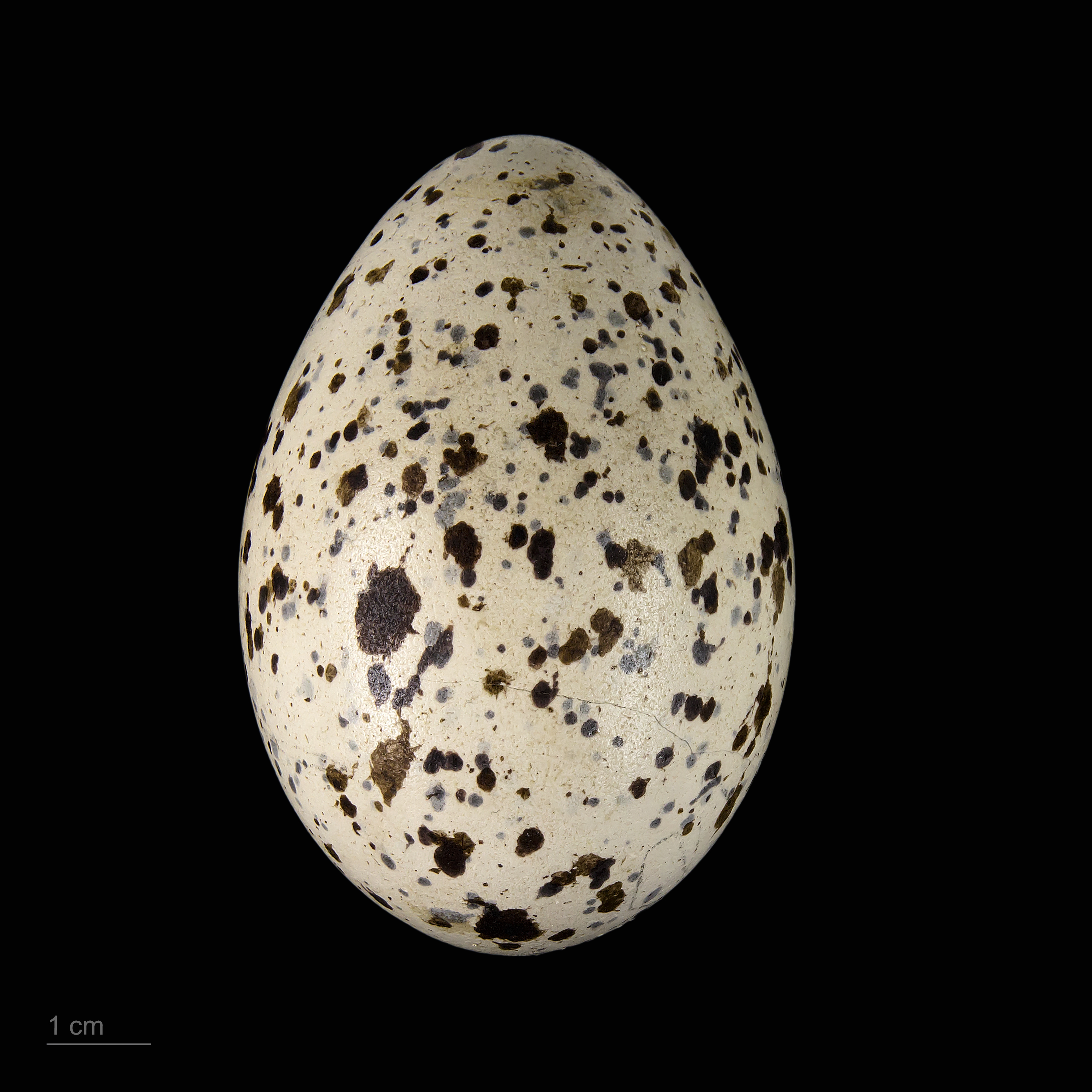
Haematopus ater

Der Chileausternfischer (Haematopus ater) auch Südamerikanische Austernfischer ist eine Vogelart aus der monotypischen Familie der Austernfischer, die in Südamerika beheimatet ist.

## Erscheinungsbild
Der Chileausternfischer erreicht eine Körperlänge von 43 bis 45,5 Zentimeter. Die Flügellänge beträgt 26,2 bis 28,2 Zentimeter. Das Gewicht variiert zwischen 585 und 708 Gramm. Es besteht kein auffälliger Geschlechtsdimorphismus, Weibchen sind aber tendenziell etwas größer als Männchen. Sie sind an ihren etwas längeren Schnäbeln erkennbar.
Das Federkleid des Chileausternfischers ist vollständig dunkel. Bei adulten Vögeln ist der Kopf, der Hals, der Nacken und die Körperunterseite rußschwarz, die Körperoberseite, die Flügel und der Schwanz sind etwas bräunlicher. Nichtbrütende Weibchen haben gelegentlich am Bauch einzelne Federn, die weißlich gesäumt sind. Auf Grund dieses dunklen Gefieders ist diese Art verglichen zu den schwarz-weiß gefiederten Austernfischern unauffällig, wenn sie zwischen angeschwemmten Tang nach Nahrung sucht.
Der Schnabel ist lang und kräftig. Er ist von orange-roter Farbe und hellt zum Schnabelende hin etwas auf. Die Füße und Beine sind blass rosa, der Augenring ist orangerot, die Iris ist leuchtend orange-gelb. Jungvögel haben eine etwas mattere Körperoberseite. Der Augenring und die Iris sind bei Jungvögeln zu Beginn bräunlich.
Das Verbreitungsgebiet des Chileausternfischers überlappt sich teilweise mit dem des Feuerland-Austernfischers. Dieser hat jedoch eine weiße Körperunterseite, so dass diese beiden Arten leicht zu unterscheiden sind.

## Verbreitungsgebiet
Chileausternfischer sind an felsigen Küsten und Stränden vom Nordwesten Perus, Chiles und von Südargentinien bis nach Feuerland verbreitet. Sie brüten außerdem auf den Falklandinseln. Sie sind weitgehend Standvögel; ein Teil der Population zieht im Winterhalbjahr jedoch bis in den Nordosten Argentiniens und wurde auch in Uruguay beobachtet.

## Lebensweise
Chileausternfischer fressen Muscheln und Schnecken, die sie in der für Austernfischer typischen Manier mit ihrem Schnabel öffnen. Die Fortpflanzungsbiologie des Chileausternfischer ist bis jetzt nicht sehr gut untersucht. Auf den Falklandinseln brüten sie später als die Feuerland-Austernfischer. Die Eiablage beginnt gegen Ende Oktober. Das Nest ist eine einfache Mulde auf Sand oder zwischen Felsen und befindet sich häufig in der Nähe der Hochwassermarke. Das Gelege besteht aus einem bis zwei Eiern. Die Schalenfarbe ist bräunlich-violett mit kleinen gelben Flecken. Über die Länge der Brut- und Nestlingszeit liegen keine Daten vor.

## Etymologie und Forschungsgeschichte
Die Erstbeschreibung des Chileausternfischers erfolgte 1825 durch Louis Pierre Vieillot unter dem wissenschaftlichen Namen Haematopus ater. Die Publikationsgeschichte und Autorenschaft ist kompliziert und so findet man gelegentlich in der Literatur Oudart als zusätzlichen Autoren. Bereits 1758 hatte Carl von Linné die Gattung Haematopus eingeführt.  Dieses Wort leitet sich vom griechischen »haima, haimatos αἱμα, αἱματος« für »Blut« und »pous, podos πους, ποδος« für »Fuß« ab. Der Artname »ater« ist das lateinische Wort für »schwarz, dunkel«.

## Belege

### Einzelbelege
1. ↑  Peter H. Barthel, Christine Barthel, Einhard Bezzel, Pascal Eckhoff, Renate van den Elzen, Christoph Hinkelmann, Frank Dieter Steinheimer: Die Vögel der Erde – Arten, Unterarten, Verbreitung und deutsche Namen. 3. Auflage. Deutsche Ornithologen-Gesellschaft, Radolfzell 2022 (do-g.de [PDF]).
2. 1 2  Hadoram Shirihai: A Complete Guide to Antarctic Wildlife - The Birds and Marine Mammals of the Antarctic Continent and Southern Ocean. Alula Press, Degerby 2002, S. 256.
3. ↑  Louis Pierre Vieillot, Paul Louis Oudart: La Galerie des Oiseaux. Band 2. Carpentier-Méricourt, Paris 1825, S. 88, Tafel 230 (biodiversitylibrary.org).
4. ↑  Alain Lebossé, Edward Clive Dickinson: Fresh information relevant to the make‐up of the livraisons
of the “Galerie des Oiseaux” by Vieillot (1748‐1831) & Oudart (1796‐1860). In: Zoological Bibliography. Band 3, Nr. 2, 31. Oktober 2014, S. 25–58 (avespress.com [PDF; 12,3 MB]).
5. ↑  Carl von Linné: Systema Naturae per Regna Tria Naturae, Secundum Classes, Ordines, Genera, Species, Cum Characteribus, Differentiis, Synonymis, Locis. 10. Auflage. Band 1. Imprensis Direct Laurentii Salvii, Stockholm 1758 (biodiversitylibrary.org).
6. 1 2  James A. Jobling: Helm Dictionary of Scientific Bird Names. Christopher Helm, London 2010, ISBN 978-1-4081-2501-4.